# لاريجان عليا
لاريجان عليا هي قرية في مقاطعة خدا أفرين، إيران. عدد سكان هذه القرية هو 62 في سنة 2006.